# Kapitelsglocke

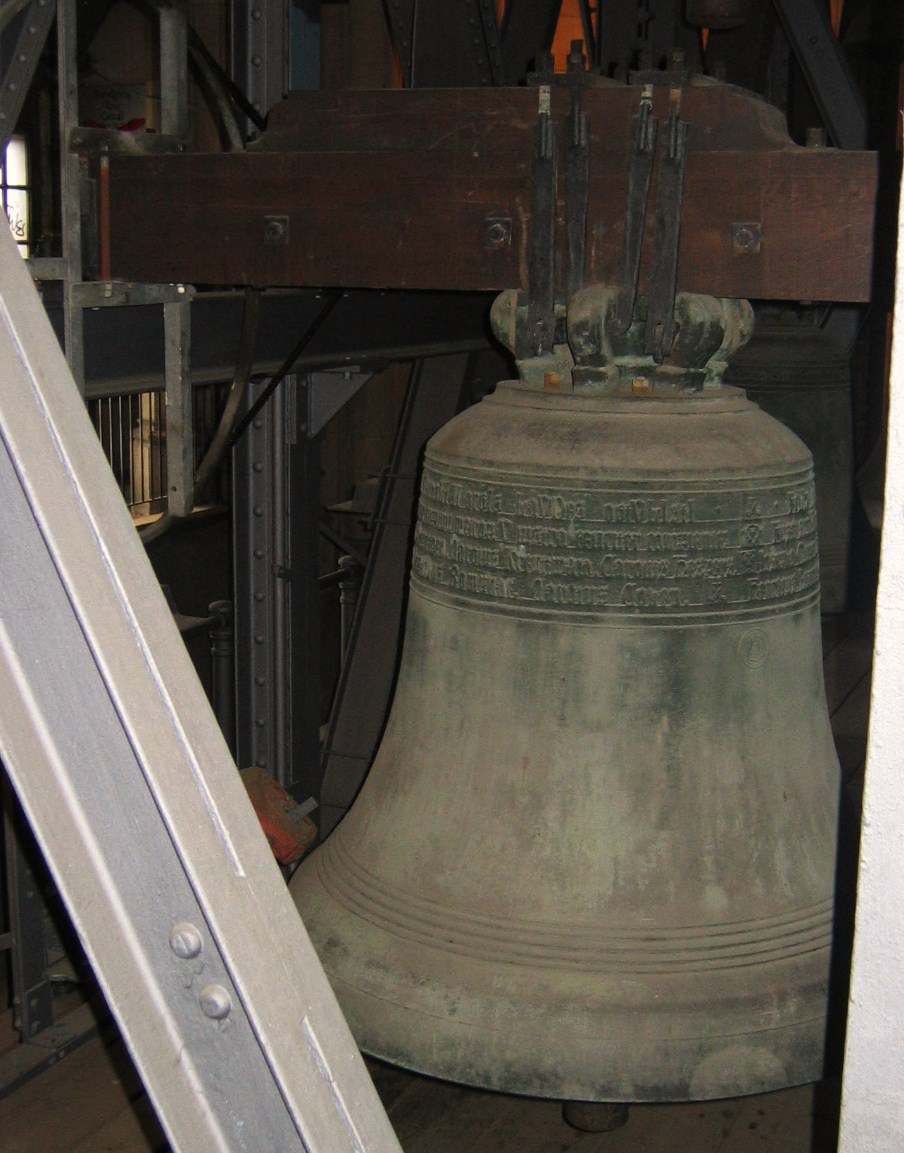
Kapitelsglocke – Glocke 7

Die Kapitelsglocke (auch Karlsglocke genannt) ist die Glocke 7 im Kölner Domgeläut. Sie wurde 1911 von Franz Otto aus Bremen-Hemelingen gegossen und ist im Glockenstuhl des Südturmes aufgehängt.

## Die Vorgängerin
Die alte Kapitelsglocke oder Brandglocke, 1621 gegossen, wurde 1861 in den neugebauten Dachreiter gebracht. Heute wird sie nicht mehr benutzt und hängt am Hochdach des Südquerhauses. Seit 2023 hängt sie als Klaraglocke im Vierungsturm des Domes und wird ab Mai 2023 in Betrieb genommen.

## Daten

### Musikalisches
Alle Tonangaben in 16teln.
| Nominal (Schlagton) | Unterton | Prim  | Terz  | Quint | Abklingdauer (Unterton) | Abkling- verlauf |
| e1 ±0               | e0 +5    | e1 +1 | g1 +4 | h1 +5 | 81 Sekunden             | schwebend        |

### Technisches
| Gewicht | unterer Durchmesser | Schlagringstärke (durch Abnutzung) | Rippenkonstruktion | Aufhängung |
| ------- | ------------------- | ---------------------------------- | ------------------ | ---------- |
| 1400 kg | 1287 mm             | 94 (93) mm                         | schwer             | Holzjoch   |

## Inschrift
FELIX FAVSTAQVE COLONIA QVAE IESV 
CHRISTO DEI FILIO IN EVCHARISTIA 
LATENTI CATHOLICI ORBIS LAVDES 
OBTVLISTI 
FUSA SUM ANTONIO CARD: FISCHER IN 
COLONIENSI S. MATERNI CATHEDRA 
SEDENTE. CAROLO BERLAGE PRAEPOSITURAE 
CAPITULI METROP. V IUSTRA FELICITER 
COMPLENTE. 
JOSEPHO MUELLER EPO. TIT. SAREPT. ET 
SUFFR. COLON. DECANI MUNERE FUNGENTE, 
DUM ESSENT CANONICI: ALEXANDER 
SCHNÜTGEN. CAROLUS KREUTZWALD. 
CAROLUS HESPERS. 
HENRICUS LUDWIGS. WINANDUS BLANK. 
FRANCISKUS DUESTERWALD. ARNOLDUS 
STEFFENS. JOHANNES WEINAND. JOSEPHUS 
ROMUNDE. CAROLUS COHEN.
Übersetzung: Glückliches Köln, dass du dem in der Hostie verborgenen Sohn Gottes Jesus Christus das Lob der katholischen Welt kundgetan hast. Ich wurde gegossen als Antonius Kardinal Fischer in Köln den Lehrstuhl des Hl. Maternus innehatte. Karl Berlage im Amt des Propstes des Metropolitan Kirchenkapitels fünf Lustren glücklich vollendet hatte. Joseph Müller Titularbischof von Sarepta und als Weihbischof in Köln Domdechant war, während Domkapitulare Alexander Schnütgen, Carl Kreutzwald, Carl Hespers, Heinrich Ludwigs, Winand Blank, Franz Düsterwald, Arnold Steffen, Johannes Weinand, Joseph Romunde und Karl Cohen waren.

## Läuteordnung
Die Kapitelsglocke läutet an (festlosen) Werktagen um 07:45 Uhr zur Kapitelsmesse sowie zu den Messen an Werktagen der Adventszeit und an gebotenen Gedenktagen. Ebenso erklingt sie zu den Andachten während der Dreikönigswallfahrt.